# Caso Marta Calvo
El caso Marta Calvo hace referencia a la desaparición y muerte de una mujer de 25 años, Marta Calvo Burón. La desaparición se produjo el 7 de noviembre de 2019 en Manuel (Valencia, España) tras mantener una cita con un hombre al que conoció en una plataforma de contactos por internet, Jorge Ignacio Palma, autor confeso de su desaparición.

## La desaparición
Durante la madrugada del 7 de noviembre, la joven como tenía por costumbre comunicó a su madre la ubicación del lugar donde se hallaba, el número 9 de la calle San Juan Bautista, en la localidad valenciana de Manuel (comarca de la Ribera Alta) y éste fue su último rastro. 
En dicha vivienda, Marta había acordado un precio para realizar una "fiesta blanca".
Ante la ausencia de noticias, la madre decidió ir hasta el lugar desde donde su hija había enviado su último whatsapp para averiguar su paradero. Llegó a hablar con Jorge I.P., quien dijo desconocer a Marta, y que huiría tras esta entrevista. Tras dos días sin noticias, su madre denunció la desaparición de Marta el 9 de noviembre, a las 21:15 horas en la comisaría de policía.

## Investigación y búsqueda
El grupo de homicidios de la Guardia Civil se encargó del caso temiéndose lo peor, mientras el hombre con el que había quedado estaba desaparecido. El 25 de noviembre los investigadores fueron reforzados por la sección de Homicidios, Secuestros y Extorsiones de la Unidad Central Operativa (UCO) de la Guardia Civil, que se desplazó desde Madrid a Valencia.
Tras las primeras indagaciones en la vivienda alquilada, que había sido limpiada a conciencia con lejía, su inquilino pasó a ser el principal sospechoso. El intento de deshacerse de su vehículo en un desguace de El Puig, añadió más razones para su búsqueda.
Inicialmente el operativo de búsqueda se desarrolló en el río Albaida, en cuevas y pozos, con apoyo del Grupo Especial de Actividades Subacuáticas (GEAS) y con la pretensión de hallar el cadáver de Marta.
El principal sospechoso, Jorge Ignacio Palma, colombiano en libertad condicional por tráfico de drogas, se entregó el miércoles 4 de diciembre en el cuartel de la Guardia Civil en Carcagente (Valencia). En su declaración afirmó que la muerte fue accidental tras practicar sexo mezclado con alcohol y cocaína. Cuando se despertó y encontró a la joven sin vida no sabía qué hacer; pensó en el suicidio y finalmente optó por deshacerse del cadáver. Para ello adquirió en distintos establecimientos dos serruchos, bolsas de plástico, lejía y ácido. Al día siguiente se deshizo del cuerpo, descuartizándolo en trozos que metió en bolsas de plástico y distribuyó en diferentes contenedores de las localidades de Alcira y Silla.  Ese mismo día la policía ordenó la paralización de la Planta de Reciclaje de Guadassuar para intentar encontrar restos del cadáver.
Tras su comparecencia el 10 de diciembre ante el Juzgado n.º 6 de Alzira, la juez ratificó la prisión provisional, comunicada y sin fianza del detenido.
Acompañados por el presunto homicida y por perros adiestrados para la detección de restos biológicos, la Guardia Civil hizo de nuevo una inspección exhaustiva de las tuberías del cuarto de baño de la vivienda de Manuel, tras haber sido levantado el suelo con una picota y una radial por operarios del Ayuntamiento. Los investigadores, agentes del Equipo Central del Inspecciones Oculares (ECIO) de la Guardia Civil y del laboratorio de criminalística de la Comandancia de Valencia, encontraron restos de piel y algunos pelos en las cañerías. Dichas muestras fueron enviadas al laboratorio del Servicio de Criminalística madrileño para ver si coincidían con el ADN de Marta Calvo.

## Precedentes y juicio
El 13 de junio de 2022 comenzó el juicio a Jorge Ignacio Palma, de 40 años, presunto agresor sexual en serie tras haberse revelado su modus operandi, acusado del asesinato de tres mujeres y agresión sexual a otras ocho, todas prostitutas, a lo largo de quince meses, entre el 25 de julio de 2018 y el 7 de noviembre de 2019. Contrataba los servicios de la víctima, y durante las relaciones sexuales, les introducía sin su consentimiento cocaína de gran pureza por vía vaginal y anal, provocando una rápida sobredosis con convulsiones, lo que provocó su fallecimiento en el caso de la brasileña Arliene Ramos (32 años) el 24 de marzo, fallecida en el hospital tras una semana en coma, la colombiana Lady Marcela Vargas (26 años) el 14 de junio de 2019, quien tenía dos hijos pequeños en su país natal, y la española Marta Calvo el 25 de noviembre.
El informe pericial criminológico expuso su condición de asesino en serie, que actuaba conociendo la peligrosidad de su acción, buscando placer sádico en la contemplación de la agonía de la víctima.